# Clan Pecoraro-Renna
Il clan Pecoraro-Renna è un clan camorristico originario della zona di Battipaglia.

## Storia
Giovanni Pecoraro figura storica del clan, conobbe in carcere Pasquale Galasso, boss del clan omonimo e della Nuova Famiglia, e ad egli si alleò. Uscito di prigione, Pecoraro mise su un'organizzazione criminale, con la quale iniziò a fronteggiare i cutoliani presenti nella Piana del Sele. I Pecoraro-Renna si scontrarono con il clan De Feo di Bellizzi, appartenente alla Nuova Camorra Organizzata. Nel settembre del 1988, i De Feo tesero un agguato a Giovanni Pecoraro e lo uccisero. A Giovanni Pecoraro successero i suoi fratelli, Alfonso e Francesco Pecoraro (quest'ultimo condannato all'ergastolo per il duplice omicidio del ras dei De Feo Giulio Del Mastro e dell'imprenditore Raffaele Cocomero, caduto da innocente sotto i colpi dei sicari dei Pecoraro-Renna), che insieme alla famiglia Renna e con l'appoggio della potente famiglia Maiale di Eboli, iniziarono a fare terra bruciata attorno ai De Feo, generando una faida che, negli anni Ottanta e Novanta, ha insanguinato la Piana del Sele.

## Oggi
La gestione del clan è rimasta, quindi, nelle mani delle famiglie Pecoraro e Renna, poste ai vertici del clan e sostenute da altre famiglie criminali, come i Bisogni di Bellizzi ed i Mogavero di Pontecagnano Faiano, due frange dell'organizzazione i cui leader sono attualmente ristretti al 41 bis. All'interno del clan si sarebbero verificate delle scissioni, a séguito delle quali sarebbero sorti due gruppi autonomi facenti capo alle famiglie Trimarco, Frappaolo e Giffoni.

### L'alleanza coi De Feo
Dopo i pesanti contrasti, i Pecoraro-Renna ed i De Feo hanno stretto una alleanza, intuita l'inutilità del conflitto e il danno che questo, se portato avanti, avrebbe arrecato ad entrambe le cosche; le Forze dell'Ordine hanno messo a segno due importanti operazioni, una nell'aprile del 2019, e un'altra datata 1 agosto 2019 e  denominata "Alleanza", le quali hanno portato alla luce un'alleanza instauratasi tra i Pecoraro-Renna e i De Feo, che insieme controllavano lo spaccio di stupefacenti dopo aver stretto degli accordi.

### Attività del clan
Il clan opera nella Piana del Sele, dove gestisce e pratica diversi business e attività delinquenziali come lo spaccio di droga, che viene acquistata da trafficanti partenopei (in particolare nella zona di Torre Annunziata) o fatta arrivare da Spagna e Repubblica Dominicana, per poi, successivamente, finire sul mercato di Salerno, dei comuni della Piana e dei comuni dell'Area dei Picentini, dove il clan detiene delle piazze di spaccio, cadauna delle quali assegnata ad un capo, il racket delle estorsioni, l'usura, lo sfruttamento della prostituzione e l'evasione fiscale. I proventi delle attività illecite vengono riciclati da imprenditori locali vicini alla cosca.
Il clan Pecoraro-Renna, inoltre, intrattiene rapporti con esponenti politici della Piana del Sele . Antonio Anastasio, consigliere comunale di Pontecagnano Faiano, è stato arrestato nel 2017, nell'ambito dell'inchiesta denominata "Perseo", portata a termine nel dicembre del 2015 dai Carabinieri della Compagnia di Battipaglia, con le accuse di violenza privata ed attentato contro i diritti politici del cittadino, reati commessi mediante modalità tipiche delle associazioni mafiose. L'indagine, oltre all'arresto del consigliere Anastasio, ha fatto scattare le manette ai polsi di altri 15 soggetti, presunti esponenti del clan, ed ha portato a una interdizione ad assumere incarichi direttivi ai danni della moglie di un affiliato del clan - il quale aveva orchestrato una truffa in danno della Regione Campania - e a due persone indagate a piede libero. Il consigliere comunale arrestato si sarebbe rivolto ad uomini del clan per convincere, con minacce, un altro consigliere a non partecipare ad una seduta di Consiglio sull'approvazione del bilancio, con l'obbiettivo di ottenere lo scioglimento del Consiglio stesso.